# Копировский, Александр Михайлович
Александр Михайлович Копировский (24 августа 1951, Кобрин, Белорусская ССР) — советский и российский искусствовед. Кандидат педагогических наук, профессор и ректор Свято-Филаретовского института.
Член Ассоциации искусствоведов (АИС).

## Биография
В 1972 году окончил общеэкономический факультет Московского института народного хозяйства им. Г. В. Плеханова.
В 1982 году окончил отделение истории и теории искусства исторического факультета МГУ им. М. В. Ломоносова.
В 1980-1984 годах был преподавателем церковной археологии в Ленинградской духовной академии и семинарии, параллельно работал в Музее древнерусского искусства им. Андрея Рублева.
С конца 1980-х годов — катехизатор в общине священника Георгия Кочеткова, участвовал в оглашении нескольких десятков групп.
С 1992 года преподавал в Свято-Филаретовском Православно-Христианском Институте. Параллельно учился там на богословском факультете, который окончил в 1995 году.
В 2002 году получил в СФИ степень магистра богословия. Темой магистерской работы стало преподавание самого Копировского в СФИ: «Курс церковной археологии в Свято-Филаретовском институте (концепция, содержание, методика преподавания)».
Награждён почетным знаком святой Татианы степени «Наставник молодёжи».
В настоящее время преподает церковную археологию и христианскую эстетику на богословском факультете и религиозную эстетику на факультете религиоведения СФИ.
Автор 3 монографий и более 350 публикаций в богословских, научных и популярных изданиях, участник многих международных и общероссийских конференций, теле- и радиопередач.
Дважды лауреат Всероссийского межвузовского конкурса преподавательских и студенческих работ (Санкт-Петербург, 2003 и 2008 гг.).
Лауреат Макарьевской премии в номинации «Учебник или учебное пособие, представляющие вклад в науку в одной из существующих номинаций» за труд «Церковное искусство: Изучение и преподавание» (2019).

## Высказывания
Если человек всерьёз начинает жить духовно, у него пробуждается тяга к классике. Потому что в этом мире, в современном, больше всего отсутствует образ – икона всякого рода. Вот иконы сейчас появились, они стали доступны, их пишут все, кому не лень. Очень плохо пишут в большинстве случаев, именно потому, что это стало массовым производством. Но зато как раскрылись древние вещи, как они звучат, как они важны! Они обрели просто второе дыхание. И я очень всегда огорчаюсь и сожалею, что в самой церкви этому мало уделяется внимания. Что больше интересуются иконой люди вне храмов, ищут её духовной глубины. Сейчас уже будет просто неприлично сказать, что в иконе есть эстетические ценности, и это вопреки её церковному происхождению. Так же говорили и писали. Сейчас так никто не скажет. Но сейчас я все больше думаю о том, как сделать так, чтобы в наших храмах, наконец, начали на иконы смотреть, а не просто ставить перед ними свечи.»

## Научные работы

### Диссертация и книги
- Приобщение студентов высших учебных заведений к православной культуре : диссертация … кандидата педагогических наук : 13.00.08.- Москва, 2006. — 242 с.: ил. РГБ ОД, 61 06-13/1689
- Церковная архитектура и изобразительное искусство. Учебник. — М. : СФИ, 2015. — 72 с.
- Введение во храм : Очерки по церковному искусству. — М. : КПФ «Преображение», 2015. — 312 с.
- Церковное искусство: Изучение и преподавание. — М : СФИ, 2016. — 232 с.
- Об искусстве до и после «смерти искусства». Статьи. Рецензии. Интервью. Беседы. М.: СФИ, 2022. 344 с.
  - Об искусстве до и после «смерти искусства» : Статьи. Рецензии. Интервью. Беседы. Изд. 2-е, испр. и доп. М.: СФИ, 2023. 344 с.: цв. ил.

### Научные статьи
- Монументальные циклы Александра Иванова: метод и замысел // «Советское искусствознание 83’1». — М. : Советский художник, 1984. — С. 147—161.
- Трапеза Господня в «Троице» Андрея Рублева и «Тайной вечере» Симона Ушакова // Афанасьевские чтения: Наследие профессора-протопресвитера Николая Афанасьева и проблемы современной церковной жизни : материалы международной богословской конференции памяти о. Николая Афанасьева (к 100-летию со дня рождения). — М.: МВПХШ, 1994. — С. 197—205.
- Проблема возрождения традиций в современном русском иконописании // Проблемы современной церковной живописи, ее изучения и преподавания в русской православной церкви : материалы конференции / ПСТБИ (6-8 июня 1996 г.; М.). — М.: Православный Свято-Тихоновский Богословский институт, 1997. — С. 63-70.
- Троица свт. Стефана Пермского — миссионерская икона // Миссия церкви и современное православное миссионерство : Международная богословская конференция к 600-летию свт. Стефана Пермского / Московская высшая православно-христианская школа (9-11 октября 1996 г.; М.). — М.: Свято-Филаретовская московская высшая православно-христианская школа, 1997. — С. 22-29.
- Введение во храм // Община в православии : сборник материалов ежегодной встречи Преображенского братства (18-22 августа 1993). — М.: МВПХШ, 1994. — С. 35-36.
- «Библейские эскизы» Александра Иванова — демифологизация или новая иконопись? // Мир Библии. 1999. — Вып. 6. — С. 87-97.
- Вопрос иконостаса и обновленчество // Живое Предание : Материалы международной научно-богословской конференции. — М., 1999. — С. 220—228.
- Голландия глазами церковного археолога // Православная община. 2000. — № 59. — С. 99-107.
- Современная иконопись — проблемы возрождения // Связь времен : Историко-философский альманах. 2001. — Вып. 1. — С. 193—198.
- Изображение света в иконах Симона Ушакова // Страницы: богословие, культура, образование. 2001. — Т. 5, № 3. — С. 404—410.
- Церковная археология и история искусства (опыт синтеза в границах учебного предмета) // Церковная археология Южной Руси. Сборник материалов международной конференции «Церковная археология: проблемы, поиски, открытия». (Севастополь, 2001 г.). — Симферополь, 2002. — С. 6-13.
- Иконописец: индивидуальность и личность // Вестник Русского христианского движения. 2002. — № 184 (II). — С. 136—148.
- Как изучать язык церковного искусства? // Язык Церкви : материалы Международной богословской конференции (22-24 сентября 1998 г., Москва). — М., 2002. — С. 240—254.
- Иконописец: индивидуальность и личность // Личность в церкви и обществе : Материалы международной богословской конференции (17-19 сентября 2001 г., Москва). — М., 2003. — С. 294—307.
- Церковная археология: современные возможности преподавания // Диалог отечественных светской и образовательной традиций : Материалы Покровских педагогических чтений 2002—2003 гг. — СПб.: РГПУ им. А. И. Герцена, 2004. — С. 177—188.
- Диалог в церковном искусстве и о церковном искусстве // Вера — Диалог — Общение : Проблемы диалога в церкви : Материалы международной богословской конференции (29 сентября — 1 октября 2004 г., Москва). — М.: СФИ, 2005. — С. 332—348.
- Церковное и светское искусствознание в России: несостоявшийся диалог // Вера — Диалог — Общение : Проблемы диалога в церкви : Материалы международной богословской конференции (29 сентября — 1 октября 2004 г., Москва). — М.: СФИ, 2005. — С. 293—307.
- Российская церковная археология — вспомогательная дисциплина церковной истории или самостоятельная наука? // Проблемы изучения истории Русской Православной Церкви и современная деятельность музеев. Труды Государственного Исторического музея. — Вып. 152. — М.: Государственный исторический музей, 2005. — С. 40-47.
- Художественное наследие сестры Иоанны (Ю. Н. Рейтлингер) // Вестник русского христианского движения. 2006. — № 191 (II). — С. 322—325.
- Александр Иванов: 200-летняя загадка творчества // Искусство в школе. 2007. — № 5. — С. 35-40. Продолжение: 2007. — № 6. — С. 24-27; 2008. — № 1. — С. 18—22.
- Свобода, хаос и стилизация в церковном искусстве и церковной жизни // Экология и жизнь. 2007. — № 1. — С. 8—12.
- Живопись и иконопись в одной судьбе // Экология и жизнь. 2008. — № 4. — С. 42-46.
- А. В. Бакушинский о художественных музеях // Искусство Палеха и образование. По материалам Бакушинских и Зиновьевских чтений 20-21 мая. — Палех, 2008. — С. 11—18.
- Сестра Иоанна (Рейтлингер) — «иконный живописец». Основы творчества. Особенности иконографии // Труды Государственного музея истории религии. — Вып. 9. СПб, 2009. — С. 120—127.
- Христианские храмы в постхристианской Европе // Будущее религии в Европе. Сборник статей. — СПб. Алетейя. 2010. — С. 206—215
- Сочетание духовного и светского в гуманитарном образовании — выход или тупик? // Образование в XXI веке. Стратегии и приоритеты. Материалы Международной научно-практической конференции (Москва, 26-28 мая 2008 г.). — М.: СФИ, 2011. — С. 201—214.
- Этапы духовной жизни катехуменов и этапы катехизации // Традиции святоотеческой катехизации : Пути возрождения: Материалы международной богословско-практической конференции (17-19 мая 2010 г., Москва). — М.: СФИ, 2011. — С. 122—134.
- Система декора православного храма : Проблемы воплощения идеальной модели // Внутреннее убранство православного храма. Антропологическое содержание сакрального искусства : материалы научно-практической конференции (8-9 сентября 2011 года; Луганск). Л.: Луганский областной художественный музей, 2011. — С. 4—14.
- Личность иконописца: противоречие в определении или основа творчества? // Вестник Русской христианской гуманитарной академии. 2012. Т. 13. — Вып. 3. 2012. — С. 149—159.
- С. Иоанна (Рейтлингер) — «иконный живописец» // Икона в русской словесности и культуре. Сборник статей. — М.: Паломник, 2012. — С. 355—364.
- Проповедь слушающим во время богослужения // Традиция святоотеческой катехизации: Проблемы и критерии качества оглашения современных слушающих : Материалы международной научно-богословской конференции (Москва, 25-27 мая 2011 г.). — М.: СФИ, 2012. — С. 237—258.
- Церковное искусство и современная культура: Методологические коллизии // Вестник РГГУ. Серия «Культурология. Искусствоведение. Музеология». 2012. — № 11 (91). — С. 96-103.
- «Нестандартные сопоставления» в педагогике искусства: обманчивая находка // Новое в психолого-педагогических исследованиях: Теоретические и практические проблемы психологии и педагогики: Научно-практический журнал. 2012. — № 2 (26). — С. 134—142.
- Новые формы экскурсионной работы с младшими школьниками // Начальная школа плюс до и после: ежемесячный научно-методический и психолого-педагогический журнал. 2012. — № 7. — С. 86-91.
- Храмовый «синтез искусств» как основа учебного курса // Свет Христов просвещает всех. Альманах Свято-Филаретовского института. 2013. — Вып. 7. — С. 134—155.
- Основные принципы подготовки катехизаторов к служению и специфика их обучения // Традиция святоотеческой катехизации: Современные вопросы подготовки катехизаторов : Материалы международной научно-богословской конференции (Москва, 28-30 мая 2012 г.). — М.: СФИ, 2013. — С. 111—122.
- Иконы Симона Ушакова в храмах и музейных экспозициях Троице-Сергиевой лавры // Музей и Церковь в контексте сохранения национального наследия. Сборник статей. Под ред. Цветаевой М. Н. — СПб.: Философский факультет СПбГУ, 2013. — С. 119—126.
- Христос — Царь и Первосвященник : Тема старшинства и иерархичности в христианском изобразительном искусстве // Старшинство и иерархичность в церкви и обществе : Материалы международной научно-богословской конференции (Москва, 29 сентября — 1 октября 2010 г.). — М.: СФИ, ПСМБ, 2011. — С. 128—144.
- Hristos ca Rege și Mare Preot. Tema întâietăţii și ierarhicității în arta plastică creștină", Revista Teologica. 2013. Nr.2. P.103-111. Christ: King and High Priest. The Subject of Seniority and Hierarchy in the Christian Fine Art, Revista Teologica, nr.2/2013, p. 112-120. [Христос — Царь и Первосвященник. Тема старшинства и иерархичности в христианском изобразительном искусстве (на англ. и румын. яз.) // Университетский журнал «Богословское обозрение», Сибиу, Румыния, (на рум. и англ. яз)]
- Свидетельство искусством. «Реквием» Павла Корина // Амвросиевские чтения : Материалы пятой международной конференции «Христианское свидетельство в современном секулярном мире» (9-11 сентября 2012 года, Милан). — Киев, 2013. — С. 156—165, 174.
- Обеты в христианстве: крещальные, монашеские, брачные // Обеты и послушание в опыте Православной церкви: взгляд из XXI века. Материалы летней образовательной богословской школы. 17-18 августа 2013 г. М.: СФИ, 2013. — С. 3-16.
- Система монументальных росписей Александра Иванова («библейские эскизы») — богословие внутри религиоведения // Вестник Русской христианской гуманитарной академии. 2014. Т. 15. — Вып. 2. — С. 65-73.
- Особенности изучения и преподавания церковного искусства в Западной Европе и России в XIX—XX вв. // Свет Христов просвещает всех : Альманах Свято-Филаретовского института. 2014. — Вып. 10. — С. 105—116.
- Истоки любви к Отечеству — земному и небесному // Преподобный Паисий Величковский и его община как пророческое явление в Церкви и обществе. 24-25 ноября 2012, Молдова. Отечество земное — Отечество Небесное. 30 ноября — 1 декабря 2013, Молдова (Материалы I и II международных богословско-практических конференций «Паисиевские чтения»). Кишинев: Православное братство во имя прп. Паисия Величковского, 2014. — С. 103—112.
- Храмовый «синтез искусств» как основа учебного курса // Университет XXI века: Старые парадигмы и новые вызовы. Материалы XVIII Всероссийской научно-практической конференции Гуманитарного университета 7-8 апреля 2015 года. Екатеринбург, Гуманитарный университет, 2015. — С. 195—200.
- Возможности и невозможности искусства и культуры в процессе воцерковления // «Приготовьте путь Господу, прямыми сделайте стези Ему». Актуальные вопросы миссии и катехизации. М.: ПСМБ, 2015. — С. 53-66. (в соавт. с Ю. В. Балакшиной).
- О византийских и западноевропейских влияниях в работах главы Иконописной палаты Московского Кремля Симона Ушакова (на румынском языке) // Epoca lui Constantin Brâncoveanu în context sud-est european: biserică, societate, geopolitică. Sibiu: Editura Andreiana, Editura ASTRA Museum, 2014. — P. 285—295.
- Аверинцев: научное исследование как литературное творчество // Герценовские чтения: Материалы конференций: Религиозно-философская мысль России и русская литература (Санкт-Петербург, 22-23 апреля 2013 г.). Литература в контексте гуманитарного знания (Санкт-Петербург, 27 апреля 2015 г.). — М.: СФИ, 2015. — С. 169—180.
- Филология и богословие: возможности и границы диалога // Герценовские чтения: Материалы конференций. М. : СФИ, 2015. — С. 181—213 (в соавт. с Ю. В. Балакшиной, Е. И. Анненковой, П. Е. Бухаркиным, Д. М. Гзгзяном, О. В. Евдокимовой, Г. Кочетковым, свящ.).
- «Нет, не было и не будет такой…» // Далевские чтения — 2015. «В. И. Даль и изобразительное искусство»: Материалы Международной научно-практической конференции, посвященной 214-й годовщине со дня рождения Казака Луганского (23 ноября 2015 г.). 2015. — С. 197—209.
- «Аскетика эстетизма» в поэзии матери Марии // Духовное наследие матери Марии (Скобцовой). Настоящее и будущее церкви. Материалы международной конференции 27 декабря 2011 года (Москва — Московская область). М., 2016. — С. 52-75.
- «Обретение центра» как основа инноваций в методологию эстетического образования // Инновации в профессиональном и профессионально-педагогическом образовании: материалы 21-й Международной научно-практической конференции (Екатеринбург, 25-26 мая 2016 г.) Екатеринбург: Изд-во Рос. гос. проф.-пед. ун-та, 2016. — С. 36-39.
- Икона в музее // Искусство в школе. 2016. — № 5. — С. 50-53.
- Восприятие церковного искусства верующей молодежью: духовные и эстетические приоритеты // Вестник Русской христианской гуманитарной академии. 2016. Т. 17. — Вып. 4. — С. 345—350.
- Преподавание теории и истории искусства в светских и церковных учебных заведениях России XIX — нач. XX в. // Образование и наука. 2017. №.3. — С. 171—184.
- Практика длительной катехизации в современных церковных условиях // Традиция святоотеческой катехизации: длительная катехизация сегодня материалы международной научно-практической конференции. М.: СФИ, 2016. — С. 33-55 (в соавт. со свящ. Г. Кочетковым, свящ., Д. С. Гасаком, С. О. Чукавиной, Ю. В. Балакшиной).
- Иконописный образ Христа в современной огласительной практике // «Традиции святоотеческой катехизации. Керигматическая проповедь о Христе слушающим и просвещаемым». Материалы Международной научно-практической конференции. Москва — Московская область. 16 — 18 мая 2016 г. М.: СФИ, 2017. — С. 116—143.
- Преодоление стереотипов восприятия светского и церковного искусства в новых подходах к экскурсионно-лекционной работе // Известия Российской Академии образования. 2017. — 2 (42). — С. 78-83.
- «По губам меня помажет пустота». Образ пустоты в изобразительном искусстве и поэзии // Окно из Европы. К 80-летию Жоржа Нива / Сост.: Г. Нефедьев, А. Парнис, В. Скуратовский. — М.: Три квадрата, 2017. — С. 426—438.
- Дореволюционные трезвеннические общества и братства в России. Три парадокса // Свет Христов просвещает всех. Альманах Свято-Филаретовского института. 2017. — Вып. 21. — С. 67-75.
- Понятие «центра» в эстетической практике как основа духовного развития личности // Духовное развитие личности: III Рождественские встречи в Психологическом институте: Сборник научных статей. Материалы научно-практической конференции. Москва, 20 января 2017 года / [Сост. и науч. ред. О. Е. Серова, Е. П. Гусева]. — М.: Издательство «ОнтоПринт», 2017. — С. 113—124
- А. В. Бакушинский о социальной роли искусства // Известия Российской академии образования. 2017. — № 3 (43). — С. 100—123.
- По ком звучит «Реквием»? // Искусство в школе. 2017. — № 5. — С. 10-22.
- «Сретение»: иконографические варианты и их особенности // Библейские и литургические темы и образы в искусстве Востока и Запада: диалог культур, традиция и современность. Сборник научных трудов по материалам международной конференции. — М.: РГГУ, 2017. — С. 147—156.
- Особенности иконографии и содержания вышивки матери Марии «Жизнь царя Давида» // Вестник Русского Христианского Движения. 2017. — № 208. — С. 188—197.
- Организационно-педагогическое и методическое обеспечение курса церковного искусства для будущих священнослужителей и катехизаторов // Свет Христов просвещает всех : Альманах Свято-Филаретовского православно-христианского института. 2017. — Вып. 23. — С. 74-90.
- Возможности использования опыта поручительства древней церкви в современной практике оглашения // Свет Христов просвещает всех : Альманах Свято-Филаретовского православно-христианского института. 2017. — Вып. 24. — С. 81-100.
- «Храм XXI в.» в контексте представлений о Церкви и евхаристии на заключительном этапе катехизации // Евхаристическая экклезиология сегодня: восприятие, воплощение, развитие: Материалы Международной научно-богословской конференции (Москва — Московская область, 10 — 12 мая 2017 г.). М.: СФИ, 2018. — С. 351—374.
- Опыт раскрытия темы «Священное Писание и Священное Предание Церкви, её писания и предания» в контексте катехизического научения современных просвещаемых // Свет Христов просвещает всех : Альманах Свято-Филаретовского православно-христианского института. 2018. — Вып. 26. — С. 38-65 (в соавт. с свящ. Георгием Кочетковым).
- Архимандрит Таврион (Батозский): к проблеме канонизации // Свет Христов просвещает всех : Альманах Свято-Филаретовского православно-христианского института. 2018. — Вып. 27. — С. 134—150 (в соавт. с А. Н. Лепехиной).
- Рецензия на книгу Матвеева Ю. Г. Декоративные ткани в мозаиках Равенны. Семантика и культурно-смысловой контекст. Киев; Харьков : Дух і Літера, 2016. 496 с. : цв. ил. // Свет Христов просвещает всех : Альманах Свято-Филаретовского православно-христианского института. 2018. — Вып. 27. — С. 174—178.
- Мысли об искусстве в письмах священника Павла Флоренского из Соловецкого лагеря (1934—1937) // История страны в судьбах узников Соловецких лагерей 6 сборник статей и докладов научно-практ. конференции. Соловки : Соловецкий музей-заповедник, 2018. — Вып. 3. — С. 22—33.
- Статья священника Павла Флоренского «Троице-Сергиева Лавра и Россия»: стилистика, структура, аргументация, содержание (к 100-летию со дня написания) // XI Международная научная конференция «Троице-Сергиева Лавра в истории, культуре и духовной жизни России», 3-4 октября 2018 г. Тезисы докладов. Сергиев Посад, 2018. — С. 33-34.
- Иконопись XX века — стилизация или поиск? // Палеоросия. Древняя Русь: во времени, в личностях, в идеях. 2018. — Вып. 1 (19). — С. 173—179.
- Я. А. Коменский — В. И. Вернадский — П. А. Флоренский: панкосмия как образовательная идея // Матетика и будущее педагогики. Кн. 1 : Материалы (коллективная монография) по итогам Всероссийской научно-практической конференции с международным участием, посвященной 425-летию Я. А. Коменского. М.: РУСАЙНС, 2018. — С. 119—129.
- Сергей Аверинцев о тоталитаризме // Тоталитаризм: причины, последствия, возможности преодоления : Памяти проф. Г. Б. Гутнера (1960—2018) : По материалам серии конференций кафедры философии и гуманитарных дисциплин СФИ 2014—2015 гг. М.: СФИ, 2019. 128 с. — С. 76-88.
- Пути сохранения духовного содержания в отечественной педагогике искусства 1920–1930-х годов // Вестник Свято-Филаретовского института. — 2019. — Вып. 29. — С. 94—104.
- Образ Христа у И. С. Тургенева («Живые мощи», «Милостыня», «Христос») и в русской средневековой иконописи и живописи второй половины XIX века // Вестник Свято-Филаретовского православно-христианского института. 2019. — Вып. 30. — С. 155—181.
- Проблема взаимодействия светского и религиозного компонентов в современном российском образовании // Сборник научных трудов международной научно-практической конференции «Образовательное пространство в информационную эпоху» (International conference «Education Environment for the Information Age — 2019») (EEIA — 2019). М.: РАО, 2019. — С. 535—547.
- The Problem of Interaction of Secular and Religious Components in Education // 2019 — International Conference «Education Environment for the Information Age». 04-05 June 2019. P. 789—795 (coauth. T.D. Shaposhnikova, T.A. Kostyukova, R.I. Zianshina, A.L. Gorbachev, T.M. Gorbacheva).
- Концепция Н. В. Покровского о происхождении христианской базилики в контексте современных исследований // Вестник СФИ. 2020. — Вып. 33. — С. 100—117 (в соавт. с В. В. Сягаевой).
- Христианское искусство в современном теологическом образовании: поиск нового подхода к преподаванию // Высшая школа: научные исследования. Материалы Межвузовского научного конгресса (г. Москва, 14 января 2020 г.). М. : Инфинити, 2020. — 226 с. — С. 54-60
- Образование как путь к целостному знанию. Интервью Александра Копировского с Ольгой Сигизмундовной Поповой к 25-летию Преображенского братства // Вестник СФИ. 2020. — Вып. 34. — С. 11-15.
- «The World’s First Plot». In: Martin Tamcke, Constantin Preda, Marian Vild, Daniel Mihoc (eds.), Scripture’s interpretation is more than making science, Festschrift in Honor of Fr. Prof. Vasile Mihoc, in coll. «Studien zur Orientalischen Kirchengeschichte», vol. 62, Göttingen: Lit Verlag, 2020. — P. 335—347
- Рецензия на книгу: Ходаков М. А. Хрестоматия по иконоведению. М.: Издательство ПСТГУ, 2020. 172 с. // Вестник СФИ. 2020. — Вып. 35. — С. 293—298.
- * Феномен Московской высшей православно-христианской школы: от возрождения святоотеческой системы катехизации к новому типу образования // Вестник Свято-Филаретовского института. — 2021. — С. 89—108. — doi:10.25803/SFI.2021.37.1.005.
  - The Phenomenon of the Higher School of Orthodox Theology in Moscow: Reintegrating Ancient Patristic Catechesis as a Starting Point for a New Type of Education // The Quarterly Journal of St. Philaret’s Institute. 2021. — № 37 (37). — С. 109—122
- Икона «Троицы» Андрея Рублева в восприятии священника Павла Флоренского // XXVII Сретенские чтения : Материалы Всероссийской (национальной) научно-богословской конференции с международным участием (Москва, 19-20 февраля 2021 г.). М. : СФИ, 2021. C. 29-34.
- «Живой музей» свящ. Павла Флоренского: утопия или антиутопия? // Восьмой Российский Философский Конгресс «Философия в полицентричном мире». Симпозиумы: сб. науч. ст. М.: РФО — ИФРАН — МГУ, 2020. — С. 882—885.
- Концепция «живого музея» священника Павла Флоренского: утопия, антиутопия, реальность? // Вестник Российского философского общества. 2022. — № 3-4 (101—102). — С. 158—177.
- Изъятие церковных ценностей на Русском Севере в 1920-е годы // Вестник СФИ. 2022. — № 44. — С. 138—160 (в соавт. с И. П. Пономарёвой). DOI: 10.25803/26587599_2022_44_138
- Образ единства и общения в иконах Святой Троицы времени преподобных Сергия Радонежского и Андрея Рублева // «Дабы взиранием на Святую Троицу побеждался страх перед ненавистной рознью мира сего»: Общность, общение, община в современном мире. Избранные материалы международной конференции (Москва, 30 сентября — 2 октября 2009 г.). М.: СФИ, 2023. — С. 41-61.
- Рецензия на книгу: Бик О. В. Интерьер православного храма: образы и тенденции развития. История и современность // Вестник СФИ. 2023. — № 46. — С. 133—149.
- Некролог (Карл Христиан Фельми) // Вестник СФИ. 2023. — № 47. — С. 244—246.
- Об искусстве до и после «смерти искусства» // Искусство в школе. 2023. — № 5. — С. 44-53.

### Конференции (доклады) последних лет
- 20-я Всероссийская научно-практическая конференция: «Инновации в педагогическом и профессионально-педагогическом образовании», Российский гос. профессионально-педагогический университет, Екатеринбург. 2016
- Всероссийская научно-практическая конференция с международным участием «Матетика и будущее педагогики», МПГУ. 2017
- Международная научно-богословская конференция «Современная православная экклезиология. Природа Церкви и ее границы». СФИ. Подмосковье. 2018
- XI Международная научная конференция «Троице-Сергиева Лавра в истории, культуре и духовной жизни России», Московская духовная академия, Сергиево-Посадский историко-художественный музей-заповедник. 2018
- Международная научная конференция «200 лет со дня рождения И. С. Тургенева: история культуры и мемориальный музей писателя». Музей-заповедник И. С. Тургенева «Спасское-Лутовиново». 2018
- Международная научная конференция XVI «Лосевские чтения». Философ и его время: К 125-летию со дня рождения А. Ф. Лосева. Философский факультет МГУ им. М. В. Ломоносова и Библиотека «Дом А. Ф. Лосева». 2018
- Инаугурационная конференция Международной православной богословской ассоциации (IOTA). Секция: православная христианская религиозная ассоциация по образованию (OCREA). Яссы (Румыния). 2019
- Научно-богословская конференция «Современная православная экклезиология: служение церкви и ее устройство». СФИ. Подмосковье. 2019
- Международная научная конференция памяти митрополита Макария (Булгакова). Храм Христа Спасителя. Москва. 2019
- Научная конференция «Русская религиозная философия в эпоху постсекулярности». НИУ «Высшая школа экономики», Международная лаборатория исследований русско-европейского интеллектуального диалога. Москва. 2019
- XXVIII Международные Рождественские Образовательные чтения. Международная конференция «Музыкальная культура православного мира». 2020

### Избранные публикации
- Неплодотворный подход // Единство Церкви: богословская конференция. 15 — 16 ноября 1994 г. — М. : Издательство Православного Свято-Тихоновского Богословского института, 1996. — 288 с. — С. 249—254
- Троица свт. Стефана Пермского — миссионерская икона // Миссия церкви и современное православное миссионерство: международная богословская конференция к 600-летию свт. Стефана Пермского / Московская высшая православно-христианская школа (9-11 октября 1996 г. ; М.). — М. : Свято-Филаретовская московская высшая православно-христианская школа, 1997. — 226 с. — С. 22-29
- Иконописец: индивидуальность и личность // «Вестник Русского христианского движения», № 184. Париж — Нью-Йорк — Москва, II — 2002. — С. 136—148
- Христос — Царь и Первосвященник. Тема старшинства и иерархичности в христианском изобразительном искусстве // Старшинство и иерархичность в церкви и обществе. Материалы международной научно-богословской конференции. Москва. 29 сентября — 1 октября 2010 г. М., ПСМБ, 2011. — С. 128—144
- «Храм XXI века» в контексте представлений о Церкви и евхаристии на заключительном этапе катехизации // Евхаристическая экклезиология сегодня: восприятие, воплощение, развитие: Материалы Международной научно-богословской конференции (Москва — Московская область, 10-12 мая 2017 г.). М.: СФИ, 2018. 384 с. — С. 351—374
- Сергей Аверинцев о тоталитаризме // Тоталитаризм: причины, последствия, возможности преодоления. Памяти проф. Г. Б. Гутнера (1960—2018): По материалам серии конференций кафедры философии и гуманитарных дисциплин СФИ 2014—2015 гг. М.: СФИ, 2019. — 128 с. — С.76-85